# NGC 2524
NGC 2524 is een spiraalvormig sterrenstelsel in het sterrenbeeld Lynx. Het hemelobject werd op 22 januari 1877 ontdekt door de Franse astronoom Édouard Jean-Marie Stephan.

## Synoniemen
- UGC 4234
- MCG 7-17-16
- ZWG 207.34
- PGC 22838